# М'ястківський район
М'ястківський райо́н — історична адміністративно-територіальна одиниця Радянського Союзу, в складі УСРР. Існувала з 1923 по 1925 роки, підпорядковувався Тульчинській окрузі. Адміністративний центр — містечко М'ястківка.
Утворений 7 березня 1923 року в складі Тульчинської округи Подільської губернії УСРР із М'ястківської волості Ольгопільського повіту Подільської губернії.
У лютому 1931 року район було розформовано, а його населені пункти відійшли до Крижопільського району.